# Weki Meki
Weki Meki (кор. 위키미키; стилизуется как WeKi MeKi или WeMe) — южнокорейская гёрл-группа, сформированная в 2017 году компанией Fantagio Entertainment, является первой женской группой компании. Группа состоит из восьми участниц: Суён (она же лидер), Элли, Юджон, Доён, Сей, Луа, Лины и Люси. Дебют состоялся 8 августа 2017 года с мини-альбомом Weme.16 августа 2024 года Fantagio entertainment объявили о расформировании группы.

## Название
Название группы означает восемь уникальных девушек, у которых есть ключи, которые помогут им узнать друг друга (MeKi), а также ключи, что откроют им новый мир (WeKi).
Краткое имя WeMe значит, что восемь «Я» (Me) стали единым целым, чтобы создать «Мы» (We).
Название фандома — Ki-Ling (Ки-Лин).

## Карьера

### Пре–дебют
Участницы начинали как стажеры в Fantagio i-Teen, программе развития талантов новичков в Fantagio Entertainment, и были известны как I-Teen Girls.
В 2015 году I-Teen girls Доён, Ючжон, Луа, Люси и Элли, а также бывшие стажеры сыграли в веб-дораме Astro To Be Continued.
Элли, Ючжон, Доён и Сэй, тогда под лейблом LOUDers Entertainment участвовали в шоу на выживание от Mnet Produce 101, которая транслировалась с 22 января по 1 апреля 2016 года. Ючжон и Доён вошли в финал 11 лучших конкурсантов и дебютировали во временной гёрл-группе I.O.I.
В марте 2017 года Weki Meki (тогда I-Teen Girls) открыли канал на Naver V Live, где 8 стажеров представили себя частью следующей группы Fantagio Girl. Этими участницами были Элли, Ючжон, Доён, Сэй, Луа, Рина, Люси и бывшая участница Иджин. 4 июня в прямом эфире Ючжон, Сэй, Луа и Элли подтвердили свое место в финальном составе Weki Meki. 5 июня Доён, Люси, Лина и Суён подтвердили окончательный состав Weki Meki.
6 июля, Fantagio объявили, что их новая группа будет называться Weki Meki.

### 2017–2018: дебют сWEME,LuckyиKiss, Kick

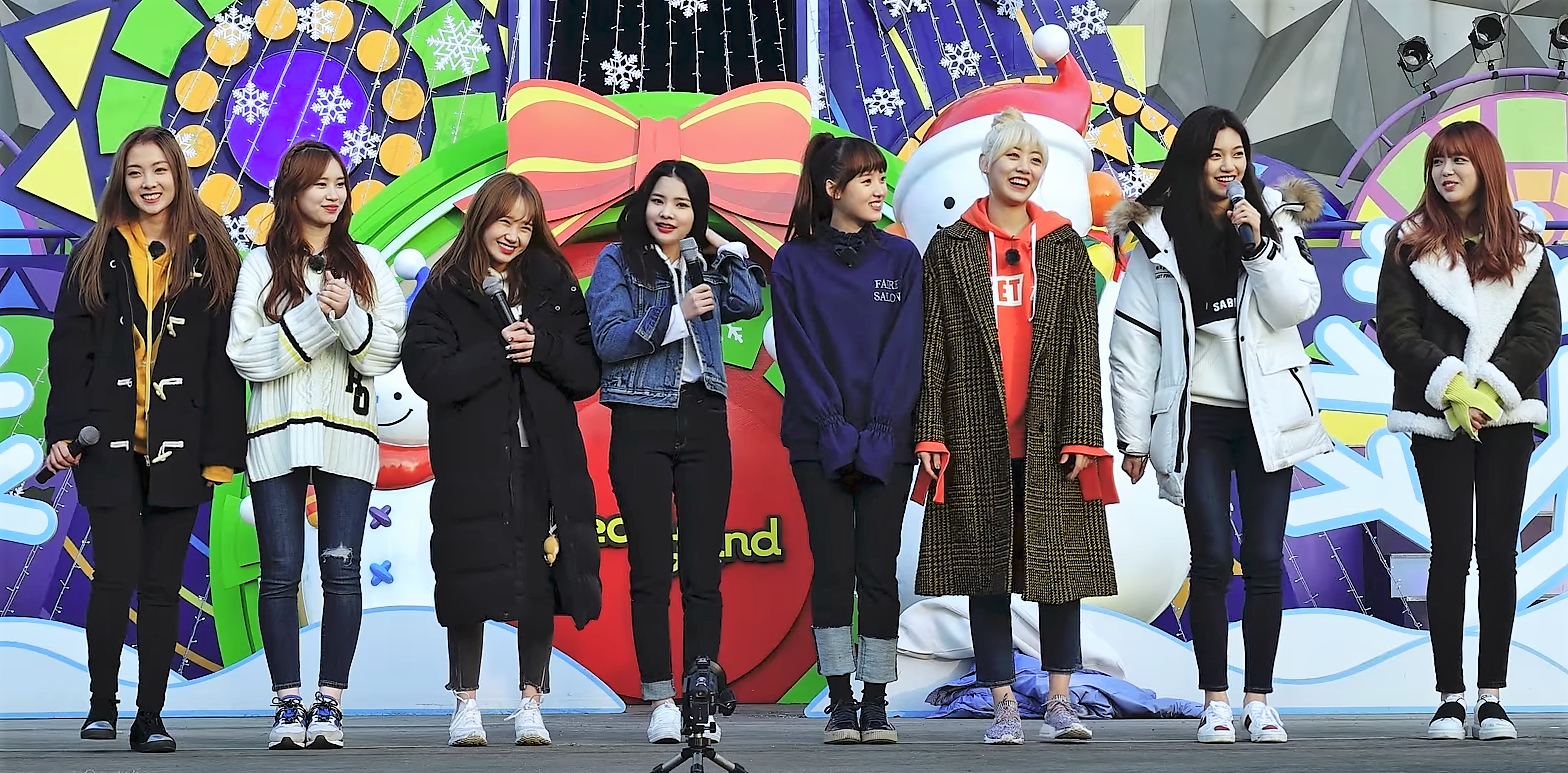
Weki Meki в декабре 2017

8 августа 2017 года Weki Meki дебютировали с мини-альбомом Weme. Альбом содержит шесть треков с ведущим синглом «I Don’t Like Your Girlfriend». В альбоме также представлены синглы, написанные Ючжин. Через месяц была выпущена физическая ограниченная версия их дебютного альбома. В ноябре, согласно Gaon Music Chart, альбом был продан более 47,000 тысяч копий альбома с момента его выпуска. Этот альбом стал самым продаваемым альбомом гёрл-групп, которые дебютировали в 2017 году.
21 февраля 2018 года Weki Meki выпустили свой второй мини-альбом Lucky. Альбом содержит шесть песен, включая ведущие синглы «La La La» и «Butterfly», Последний является римейком оригинального саундтрека из спортивного фильма 2009 года Take Off, который группа выпустила в поддержку зимних Олимпийских игр 2018 года.
1 июня 2018 года Weki Meki и Cosmic Girls сформировали проектную группу под названием WJMK и выпустили цифровой сингл «Strong».
Weki Meki выпустили свой первый сингл-альбом Kiss, Kicks 11 октября 2018 года. Альбом имеет три трека, включая ведущий сингл «Crush» с рэп-частями, написанными Ючжин.

### 2019–2021:Hide and Seek,New RulesиI Am Me.
14 мая 2019 года группа выпустила второй сингловой-альбом Lock End LOL.
8 августа Weki Meki выпустили переиздание своего предыдущего альбома Week End LOL, с ведущим синглом «Tiki-Taka (99%)» наряду со всеми тремя треками с последнего альбома.
6 февраля 2020 года Fantagio Music подтвердили что группа вернется с цифровым синглом «Dazzle Dazzle» 20 февраля, вместе с Ючжон, которая была на перерыве с октября 2019 года.
29 мая агентство Fantagio Music выпустили тизер камбэка с третьим мини-альбомом Hide and Seek, который был выпущен 18 июня. Он состоит из пяти песен, включая заглавный трек «Oopsy» и ранее выпущенный сингл «Dazzle Dazzle».
8 октября Weki Meki выпустили четвертый мини-альбом New Rules с заглавным синглом «Cool» и его английская версия «100 Facts», которая является их первой песней на английском языке.
18 ноября 2021 года группа выпустила пятый мини-альбом I Am Me. с ведущим синглом «Siesta». Ким Доён не выступала, так как восстанавливалась после травмы запястья. 26 ноября 2022 года Элли приняла участие в конкурсе виртуальной реальности Girls Reverse под псевдонимом Watchiswatch. Элли выбыла в первом отборочном туре. 13 июня 2023 года Элли приняла участие в конкурсе в реалити-шоу Queendom Puzzle от Mnet. Элли выбыла в финальном эпизоде, заняв 11-е место с 292 486 голосами.

2024: "CoinciDestiny" и распад
7 июня 2024 года Fantagio выпустили тизер второго и последнего цифрового сигнала Weki Meki "CoinciDestiny", который должен был выйти 12 июня. Также Fantagio объявили, что группа распадётся после выхода их последнего сингла. 12 июня был выпущен видеоклип на песню  "CoinciDestiny". 16 августа Fantagio объявили, что Weki Meki официально завершили свою деятельность 8 августа. Участницы Элли, Сей, Луа, Нина и Люси покинули агентство после истечения срока их контрактов. А Джи Суён, Чхве Юджон и Ким Доён вели переговоры о продлении своих контрактов. 18 ноября после обсуждений Суён решила уйти из Fantagio, в то время как Юджон и Доён продлили свои контакты с агенством. 

## Участницы
| Сценический псевдоним | Сценический псевдоним | Настоящее имя | Настоящее имя | Дата рождения | Позиция в группе                                 |
| Основной              | Другой                | На русском    | Хангыль       | Дата рождения | Позиция в группе                                 |
| --------------------- | --------------------- | ------------- | ------------- | ------------- | ------------------------------------------------ |
| Суён                  | Suyeon                | Чжи Су Ён     | 지수연        | 20.04.1997    | Лидер, главная вокалистка, танцор                |
| Элли                  | Elly                  | Чон Хэ Рим    | 정해림        | 20.07.1998    | Ведущая вокалистка, танцор                       |
| Юджон                 | Yoojung               | Чхве Ю Джон   | 최유정        | 12.11.1999    | Главный рэпер, центр, танцор                     |
| Доён                  | Doyeon                | Ким До Ён     | 김도연        | 04.12.1999    | Ведущая вокалистка, танцор, вижуал               |
| Сей                   | Sei                   | Ли Со Джон    | 이서정        | 07.01.2000    | Ведущая вокалистка, танцор, рэпер                |
| Луа                   | Lua                   | Ким Су Кён    | 김수경        | 06.10.2000    | Главный танцор, вокалистка                       |
| Лина                  | Rina                  | Кан Со Ын     | 강소은        | 27.09.2001    | Ведущая вокалистка, ведущий танцор, саб-рэпер    |
| Люси                  | Lucy                  | Но Хё Джон    | 노효정        | 31.08.2002    | Ведущий рэпер, ведущий танцор, вокалистка, макнэ |

## Дискография

### Мини-альбомы
| Название                                                   | Детали                                                                                    | Позиции в чартах | Позиции в чартах | Продажи                    |
| Название                                                   | Детали                                                                                    | KOR              | JPN              | Продажи                    |
| ---------------------------------------------------------- | ----------------------------------------------------------------------------------------- | ---------------- | ---------------- | -------------------------- |
| Weme                                                       | - Релиз: 8 августа 2017 года - Лейбл: Fantagio Music - Формат: CD, digital download       | 7                | —                | - KOR: 49,476 - JPN: 704   |
| Lucky                                                      | - Релиз: 21 февраля 2018 года - Лейбл: Fantagio Music - Формат: CD, digital download, SMC | 2                | 36               | - KOR: 34,395 - JPN: 2,225 |
| Hide and Seek                                              | - Релиз: 18 июня 2020 года - Лейбл: Fantagio Music - Формат: CD, digital download, SMC    | TBA              | TBA              | TBA                        |
| New Rules                                                  | - Релиз: 8 октября 2020 года - Лейбл: Fantagio Music - Формат: CD, digital download, SMC  | TBA              | TBA              | TBA                        |
| «—» denotes items that did not chart or were not released. |                                                                                           |                  |                  |                            |

### Сингл-альбомы
| Название     | Детали                                                                               | Позиции в чартах | Продажи       |
| Название     | Детали                                                                               | KOR              | Продажи       |
| ------------ | ------------------------------------------------------------------------------------ | ---------------- | ------------- |
| Kiss, Kicks  | - Релиз: 11 октябрь 2018 года - Лейбл: Fantagio Music - Формат: CD, digital download | 5                | - KOR: 22,281 |
| Lock End LOL | - Релиз: 14 мая 2019 года - Лейбл: Fantagio Music - Формат: CD, digital download     | 6                | - KOR: 20,051 |

### Синглы
| Название                                                   | Год  | Позиции в чартах | Позиции в чартах | Продажи       | Альбом        |
| Название                                                   | Год  | KOR              | US World         | Продажи       | Альбом        |
| ---------------------------------------------------------- | ---- | ---------------- | ---------------- | ------------- | ------------- |
| «I Don’t Like Your Girlfriend»                             | 2017 | 95               | —                | - KOR: 21,447 | Weme          |
| «La La La»                                                 | 2018 | —                | —                | н/д           | Lucky         |
| «Crush»                                                    | 2018 | —                | 14               | н/д           | Kiss, Kicks   |
| «Picky Picky»                                              | 2019 | —                | —                | н/д           | Lock End LOL  |
| «Tiki Taka (99%)»                                          | 2019 | —                | —                | н/д           | Week End LoL  |
| «Dazzle Dazzle»                                            | 2020 | —                | —                | н/д           | Hide and Seek |
| «Oopsy»                                                    | 2020 |                  |                  | н/д           | Hide and Seek |
| «Cool»                                                     | 2020 |                  |                  |               | New Rules     |
| «—» denotes items that did not chart or were not released. |      |                  |                  |               |               |

## Фильмография

### Развлекательные шоу
| Год  | Название              | Канал | Эпизодов |
| ---- | --------------------- | ----- | -------- |
| 2018 | Weki Meki, What’s Up? | Mohae | 60       |

### Видеоклипы
| Год  | Название                       | Директор                | Ссылки |
| ---- | ------------------------------ | ----------------------- | ------ |
| 2017 | «I Don’t Like Your Girlfriend» | Seo Hyun-seung (GIGANT) | N/A    |
| 2018 | «Butterfly»                    | Неизвестно              | [ 9 ]  |
| 2018 | «La La La»                     | Seo Hyun-seung (GIGANT) | N/A    |
| 2018 | «Crush»                        | Hong Won Ki (Zanybros)  | [ 32 ] |
| 2019 | "Picky Picky"                  | Jimmy (VIA)             | [ 33 ] |

## Награды и номинации

### Brand Awards
| Год  | Номинируемая работа | Категория                             | Результат |
| ---- | ------------------- | ------------------------------------- | --------- |
| 2017 | Weki Meki           | Most Anticipated Female Artist — 2018 | Номинация |
| 2018 | Weki Meki           | Most Anticipated Rising Star — 2019   | Победа    |

### Gaon Chart Music Awards
| Год  | Номинируемая работа | Категория                      | Результат |
| ---- | ------------------- | ------------------------------ | --------- |
| 2018 | Weme                | New Artist of the Year (Album) | Номинация |

### Golden Disc Awards
| Год  | Номинируемая работа | Категория               | Результат |
| ---- | ------------------- | ----------------------- | --------- |
| 2018 | Weki Meki           | New Artist of the Year  | Номинация |
| 2018 | Weki Meki           | Global Popularity Award | Номинация |
| 2018 | Weme                | Disc Bonsang            | Номинация |

### Melon Music Awards
| Год  | Номинируемая работа | Категория       | Результат |
| ---- | ------------------- | --------------- | --------- |
| 2017 | Weki Meki           | Best New Artist | Номинация |

### Mnet Asian Music Awards
| Год  | Номинируемая работа | Категория                | Результат |
| ---- | ------------------- | ------------------------ | --------- |
| 2017 | Weki Meki           | Best New Female Artist   | Номинация |
| 2017 | Weki Meki           | Qoo10 Artist of the Year | Номинация |

### Seoul Music Awards
| Год  | Номинируемая работа | Категория            | Результат |
| ---- | ------------------- | -------------------- | --------- |
| 2018 | Weki Meki           | New Artist Award     | Номинация |
| 2018 | Weki Meki           | Popularity Award     | Номинация |
| 2018 | Weki Meki           | Hallyu Special Award | Номинация |

### Korean Culture Entertainment Awards
| Год  | Номинируемая работа | Категория          | Результат |
| ---- | ------------------- | ------------------ | --------- |
| 2018 | Weki Meki           | K-POP Singer Award | Победа    |

### Комментарии
1. ↑  "La La La" did not enter the Gaon Digital chart top 100, but peaked at no. 97 on the Gaon Download chart.[30]

### Сноски
1. ↑  위키미키 :: 네이버 인물검색. people.search.naver.com. Дата обращения: 25 апреля 2019. Архивировано из оригинала 24 августа 2020 года.
2. ↑  아이오아이 (I.O.I) 1st Mini Album 'Chrysalis' (кор.). Melon. LOEN Entertainment. Дата обращения: 10 июля 2017. Архивировано 5 мая 2016 года.
3. ↑  Yoo-jung and Do-yeon Announce Final Lineup for Forthcoming i-Teen Girls Group (5 июня 2017). Дата обращения: 4 мая 2019. Архивировано 31 марта 2019 года.
4. ↑  Fantagio Announces Official Name of New Girl Group, WeKiMeKi (6 июля 2017). Дата обращения: 4 мая 2019. Архивировано 22 октября 2017 года.
5. ↑  김도연X최유정 걸그룹 위키미키, 8월 8일 데뷔 확정(공식). Naver (кор.). 10 июля 2017. Архивировано 28 июля 2017. Дата обращения: 10 июля 2017. {{cite news}}: Неизвестный параметр |subtitle= игнорируется (справка)
6. ↑  [단독] 최유정, IOI 이어 위키미키 데뷔 앨범 작사 참여. Naver (кор.). 2 августа 2017. Архивировано 3 февраля 2021. Дата обращения: 2 августа 2017.
7. ↑  위키미키, 2017 데뷔 신인 걸그룹 중 앨범 판매량 1위. XportNews (кор.). 23 ноября 2017. Архивировано 24 ноября 2017. Дата обращения: 24 ноября 2017.
8. ↑  [Official] Weki Meki will return on October 11 with 'Kiss, Kicks'... Lovely + Teen Crush Concept. OSEN (кор.). 22 сентября 2018. Архивировано 23 сентября 2018. Дата обращения: 22 сентября 2018.
9. 1 2  Watch: Weki Meki Shows Support For 2018 PyeongChang Olympics With MV For "Butterfly" | Soompi. www.soompi.com. Дата обращения: 21 февраля 2018. Архивировано 13 февраля 2018 года.
10. ↑  '우주미키' 베일 벗다…신곡 '짜릿하게' 공개('WJMK' Veil off.. New song 'Strong' released) (кор.). MBC News. Дата обращения: 2 июня 2018. Архивировано 24 июня 2018 года.
11. ↑  Weki Meki Get Dangerous in Music Video for 'Crush': Watch. Billboard. Архивировано 12 октября 2018. Дата обращения: 12 октября 2018.
12. ↑  LOCK END LOL - Single by Weki Meki (англ.). Apple Music. Дата обращения: 2 июня 2019. Архивировано 26 ноября 2020 года.
13. ↑  Week End Lol – EP by Weki Meki (англ.). Apple Music. Дата обращения: 25 августа 2019. Архивировано 25 августа 2019 года.
14. ↑  Weki Meki - 판타지오 (кор.). Fantagio.kr. Дата обращения: 7 марта 2022. Архивировано 30 ноября 2018 года.
15. ↑  위키미키 측 “2월 컴백 확정, 최유정도 함께 하는 완전체” [공식] (кор.). 한국일보. Дата обращения: 7 февраля 2020. Архивировано из оригинала 7 февраля 2020 года.
16. ↑  위키미키, 2월 20일 전격 컴백…디지털 싱글 ‘대즐대즐’ (кор.). Xportsnews. Дата обращения: 16 февраля 2020. Архивировано 24 ноября 2018 года.
17. ↑  위키미키, 새 미니앨범 ‘NEW RULES’ 스케줄러 공개! 콘셉트 호기심 자극! (кор.). Fantagio.kr (24 сентября 2020). Дата обращения: 7 марта 2022. Архивировано 16 ноября 2021 года.
18. ↑  ‘컴백 D-Day’ 위키미키, 네 번째 미니앨범 ‘NEW RULES’ 발매! 컴백 기대 포인트 #3 (кор.). Fantagio.kr (8 октября 2020). Дата обращения: 7 марта 2022. Архивировано 16 ноября 2021 года.
19. 1 2  Gaon Weekly Album Chart:
  - WEME: 2017년 32주차 Album Chart. en:=Week 32 of 2017 Album Chart (кор.). Gaon Music Chart. Дата обращения: 17 августа 2017. Архивировано 17 августа 2017 года.
  - Lucky: 2018년 08주차 Album Chart. en:=Week 8 of 2018 Album Chart (кор.). Gaon Music Chart. Дата обращения: 1 марта 2018. Архивировано 3 февраля 2015 года.
  - Kiss, Kicks: 2018년 41주차 Album Chart. en:=Week 41 of 2018 Album Chart (кор.). Gaon Music Chart. Дата обращения: 18 октября 2018. Архивировано 3 февраля 2015 года.
20. ↑  Oricon Album Chart:
  - Lucky (16 мая 2018). Дата обращения: 4 мая 2019. Архивировано 16 мая 2018 года.
21. ↑  2017년 Album Chart. en:=2017 Yearly Album Chart (see #70) (кор.). Gaon Music Chart. Korea Music Content Industry Association. Дата обращения: 13 января 2018. Архивировано 5 сентября 2019 года.
22. ↑  ja:オリコンランキング情報サービス「you大樹」 －CD・ブルーレイ・DVD・書籍・コミック－ (яп.). Oricon. Дата обращения: 4 ноября 2017. Архивировано 5 июля 2019 года.
23. ↑  Sales references:
  - 2018년 02월 Album Chart. en:2018 February Monthly Album Chart (Kino) (кор.). Gaon. Korea Music Content Industry Association. Дата обращения: 29 марта 2018. Архивировано 3 февраля 2015 года.
  - 2018년 Album Chart. en:2018 Mid-Year Album Chart (кор.). Gaon. Korea Music Content Industry Association. Дата обращения: 14 июля 2018. Архивировано 13 июля 2018 года.
24. ↑  
週間 CDアルバムランキング (2018年05月21日付). Oricon (16 мая 2018). Архивировано из оригинала 16 мая 2018 года.
25. ↑  Sales references:
  - 2018년 11월 Album Chart. en:2018 November Monthly Album Chart (кор.). Gaon. Korea Music Content Industry Association. Дата обращения: 8 декабря 2018. Архивировано 3 февраля 2015 года.
26. ↑  Sales references:
  - 2019년 05월 Album Chart (кор.). Gaon. Korea Music Content Industry Association. Дата обращения: 6 июня 2019. Архивировано 3 февраля 2015 года.
27. ↑  Gaon Weekly Digital Chart:
  - I Don't Like Your Girlfriend (кор.). Gaon Music Chart. Дата обращения: 17 августа 2017. Архивировано 23 августа 2017 года.
28. ↑  World Digital Songs Sales. Billboard (2 января 2013). Дата обращения: 27 октября 2018. Архивировано 8 сентября 2016 года.
  - Crush (27 октября 2018).
29. ↑  2017년 32주차 Download Chart. en:Week 32 of 2017 Download Chart (see #70) (кор.). Gaon Music Chart. Korea Music Content Industry Association. Дата обращения: 17 августа 2017. Архивировано 17 августа 2017 года.
30. ↑  2018년 08주차 Download Chart. en:Week 8 of 2018 Download Chart (see #97) (кор.). Gaon Music Chart. Korea Music Content Industry Association. Дата обращения: 25 октября 2018. Архивировано 17 августа 2017 года.
31. ↑  Kim, D. Watch: Weki Meki Drops Preview For First Ever Reality Show. Soompi. Viki, Inc. (12 января 2018). Дата обращения: 2 февраля 2018. Архивировано 13 января 2018 года.
32. ↑  Weki Meki 위키미키 : Crush. Zanybros. Дата обращения: 11 октября 2016. Архивировано 13 октября 2018 года.
33. ↑  VIA. Weki Meki(위기디기) – Picky Picky. Instagram. Дата обращения: 14 мая 2019.